# Бања Банско
Бања Банско налази се у југоисточном делу Северне Македоније, близу општине Струмица и села Банско.